# Вали-Реал
Вали-Реал (порт. Vale Real) — муниципалитет в Бразилии, входит в штат Риу-Гранди-ду-Сул. Составная часть мезорегиона Агломерация Порту-Алегри. Входит в экономико-статистический микрорегион Монтенегру. Население составляет 5015 человек на 2006 год. Занимает площадь 44,198 км². Плотность населения — 113,5 чел./км².

## История
Город основан 20 марта 1992 года.

## Статистика
- Валовой внутренний продукт на 2003 составляет 36.271.910,00 реалов (данные: Бразильский институт географии и статистики).
- Валовой внутренний продукт на душу населения на 2003 составляет 7.709,23 реалов (данные: Бразильский институт географии и статистики).
- Индекс развития человеческого потенциала на 2000 составляет 0,816 (данные: Программа развития ООН).

## География
Климат местности: субтропический.